# Chiangmai United F.C.
Câu lạc bộ bóng đá Chiangmai United là một câu lạc bộ bóng đá Thái Lan có trụ sở tại tỉnh Chiang Mai, Thailand.
Câu lạc bộ được thành lập vào năm 2015 với tên gọi Câu lạc bộ bóng đá Chang Phueak,tên câu lạc bộ đã được đổi thành Chiangmai United F.C. vào năm 2020.

## Lịch sử
Câu lạc bộ được thành lập vào năm 2015 với tên gọi Câu lạc bộ bóng đá Chang Puek Chiang Mai bởiChuchai Lertpong Adisorn.được đăng ký với tư cách công ty vào tháng 7 năm 2015 với tên Chang Phuak Chiang Mai United Company Limited.

## Nhà tài trợ
- Moose
- Jele
- Thai Vietjet Air
- Grand Sport Group
- Palaad Tawanron
- Nuan Bakery

## Cầu thủ
Ghi chú: Quốc kỳ chỉ đội tuyển quốc gia được xác định rõ trong điều lệ tư cách FIFA. Các cầu thủ có thể giữ hơn một quốc tịch ngoài FIFA.
| Số | VT | Quốc gia    | Cầu thủ                                      |
| -- | -- | ----------- | -------------------------------------------- |
| 1  | TM | Thái Lan    | Phumniwat Thuha                              |
| 3  | TV | Thái Lan    | Poonsak Masuk                                |
| 4  | HV | Thái Lan    | Tossaporn Chuchin                            |
| 6  | HV | Thái Lan    | Todsapol Lated                               |
| 7  | TĐ | Bờ Biển Ngà | Yannick Boli (Mượn từ Port)                  |
| 8  | TV | Thái Lan    | Kittipat Wongsombat                          |
| 10 | TV | Thái Lan    | Tawin Butsombat (Vice-captain)               |
| 11 | TV | Thái Lan    | Kantaphong Bandasak                          |
| 14 | TV | Thái Lan    | Pongsakon Seerot                             |
| 15 | HV | Thái Lan    | Sirisak Faidong (Captain)                    |
| 16 | HV | Thái Lan    | Surawich Logarwit                            |
| 18 | TV | Thái Lan    | Saharat Kanyaroj (Mượn từ Muangthong United) |
| 19 | TV | Thái Lan    | Thanawich Thanasasipat                       |
| 20 | TM | Thái Lan    | Nont Muangngam (Mượn từ Chiangrai United)    |

| Số | VT | Quốc gia | Cầu thủ                                 |
| -- | -- | -------- | --------------------------------------- |
| 24 | TĐ | Thái Lan | Suksan Kaewpanya                        |
| 26 | TV | Nhật Bản | Sergio Escudero                         |
| 28 | TV | Thái Lan | Amnart Pamornprasert                    |
| 29 | HV | Thái Lan | Satsanapong Wattayuchutikul             |
| 30 | HV | Brasil   | Evson Patrício                          |
| 32 | TV | Thái Lan | Baworn Tapla (Vice-captain)             |
| 35 | TM | Thái Lan | Pairot Eiammak                          |
| 36 | TM | Thái Lan | Paphawin Sirithongsopha                 |
| 37 | TV | Thái Lan | Ekanit Panya (Mượn từ Chiangrai United) |
| 45 | TĐ | Thái Lan | Chanwitcha Chumswad                     |
| 54 | TV | Thái Lan | Kabfah Boonmatoon                       |
| 55 | HV | Thái Lan | Ronnapee Choeykamdee                    |
| 77 | HV | Thái Lan | Korrakot Wiriyaudomsiri                 |
| 97 | HV | Thái Lan | Torsak Sa-ardeiem                       |

### Cầu thủ cho mượn
Ghi chú: Quốc kỳ chỉ đội tuyển quốc gia được xác định rõ trong điều lệ tư cách FIFA. Các cầu thủ có thể giữ hơn một quốc tịch ngoài FIFA.
| Số | VT | Quốc gia | Cầu thủ                              |
| -- | -- | -------- | ------------------------------------ |
| —  | TV | Thái Lan | Thana Isor (tại Chiangrai City)      |
| —  | TĐ | Thái Lan | Olaxson A Tamba (tại Chiangrai City) |

## Huấn luyện viên
Huấn luyện viên từ (2016 – nay)
- Chalongchai Leelahacheewa 2016–2017
- Peerapat Pasithakarnkul 2017
- Apichart Mosika 2017–2018
- Surachai Jirasirichote 2018
- Chusak Sriphum 2018
- Somchai Makmool 2018–2019
- Leones Pereira dos Santos  2019
- Surachai Jirasirichote 2019
- Carlos Eduardo Parreira 2020
- Dennis Amato 2020–2021
- Surapong Kongthep 2021
- Ailton Silva 2021–2022

## Danh Hiệu

### Các giải đấu trong nước
- Thai League 2
  - Á quân (1): 2020–21
- Thai League 3
  - Vô địch (1): 2018
- Thai League 3 Upper Region
  - Vô địch(1): 2018
- Thai League 4 Northern Region
  - Vô địch (1): 2017
- Football Division 3
  - Vô địch (1): 2016

## Tham Khảo
1. ↑  "เจแอล เชียงใหม่เตรียมเปลี่ยนชื่อลุยศึกที 2".
2. ↑  "ต้อนรับปี 2020 !เจแอล เชียงใหม่ฯเปลี่ยนชื่อ "เชียงใหม่ ยูไนเต็ด"".
3. ↑  http://www.manager.co.th/QOL/ViewNews.aspx?NewsID=9600000001687%5B%5D